# Holen (Aldein)

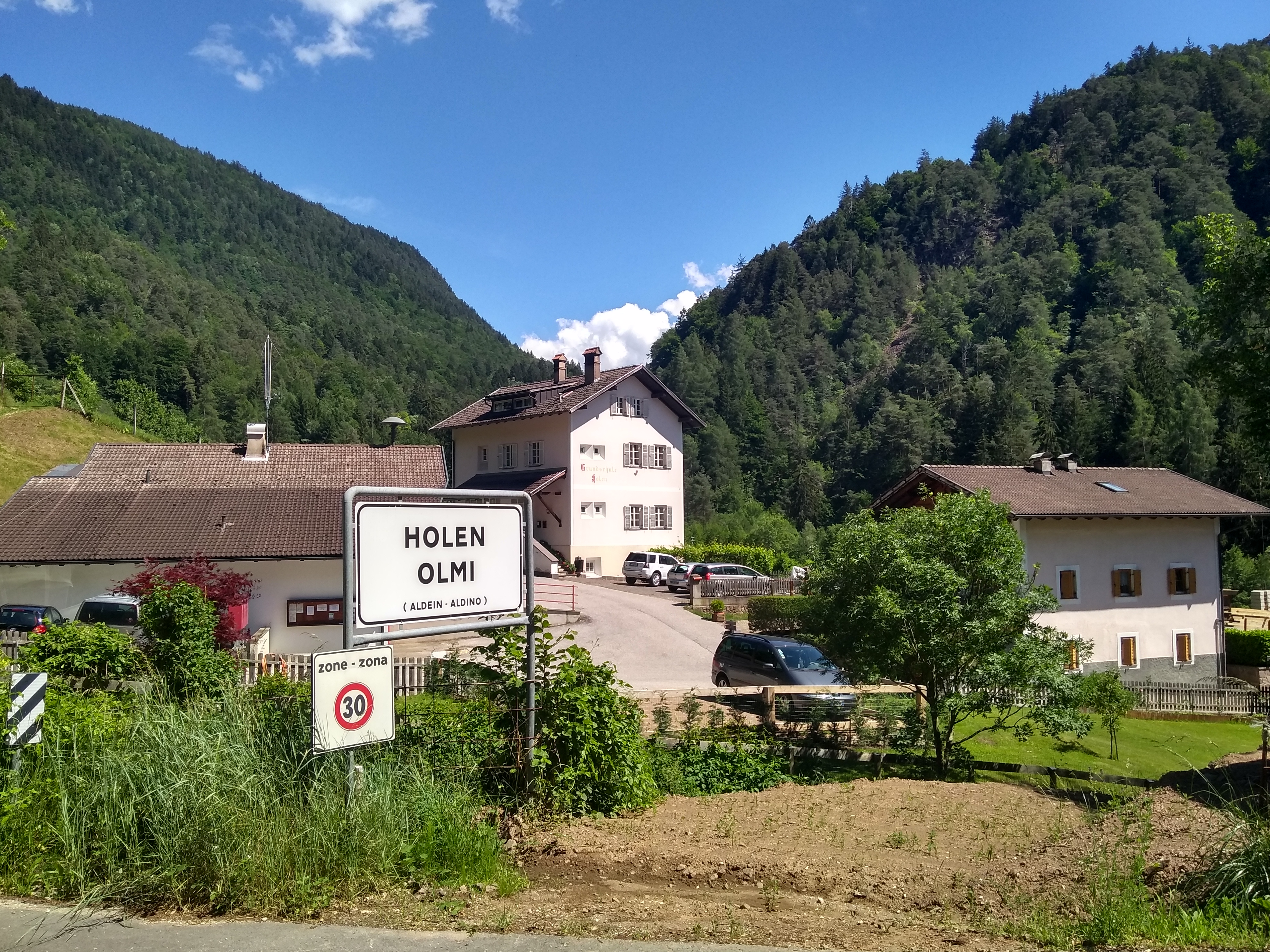
Holen

Holen (früher auch Hohlen; italienisch Olmi) ist eine kleine Ortschaft in der Gemeinde Aldein in Südtirol. Die wenigen Häuser verteilen sich auf Höhenlagen zwischen 660 und 760 m im Holental, einem Seitental des Unterlands. Das kleine Ortszentrum liegt im Talgrund knapp unterhalb der Einmündung des Bletterbachs in den Schwarzenbach. 
Einst führte durch Holen die südliche Hauptzufahrt zum Plateau des Regglbergs; seit der Errichtung der Aldeiner Brücke 1963, der längsten Südtirols, muss der Kraftverkehr nicht mehr unter beträchtlichem Höhenverlust den Talgrund des Holentals durchqueren. Somit liegt die Ortschaft heute abseits der Hauptverkehrswege.
Etwas erhöht über dem Ortskern steht eine 1928 dem Franz von Assisi geweihte Kirche. Die Errichtung derselben ist mit einer kleinen Episode der Italianisierung Südtirols verknüpft, als sich Ettore Tolomei persönlich für eine eigenständige (also von Aldein losgelöste) italienische Seelsorge Holens einsetzte.